# 69式ロケットランチャー
69式40mm対戦車ロケットランチャー（中国語: 69式40毫米反坦克火箭筒、以後は69式と呼称）は、中国の中国北方工業公司が製造する対戦車擲弾発射器である。厳密にはロケットランチャーではなく、無反動砲の一種である。
ソビエト連邦製のRPG-7をソビエト連邦からの提供で複製。1970年代から中国人民解放軍に配備されるとともに、輸出も広く行われている。愛称の「四零火」は、口径の40ミリとロケットを意味する「火箭」の略称。

## 開発
中国人民解放軍の最初の携帯対戦車兵器は、ソ連製のRPG-2をライセンス生産して1956年に制式採用された56式ロケットランチャーであった。しかし、56式（とソ連から供与されていたRPG-2）は射程が短いうえに弾道が山なりだったために命中精度が低く、中ソ国境紛争で相まみえたソ連製T-62をはじめとする新世代主力戦車の正面装甲を貫通させることは不可能であったので、中国軍は56式の後継となる携帯対戦車兵器を大至急必要とした。
中国は1960年代初頭からRPG-7のリバースエンジニアリングを進め、1964年には試作品が完成した。1970年代中盤から、中国軍の歩兵小隊への配備が始められた。

## 特徴
69式はRPG-7のコピーであるため、基本的な形状や性能はほぼ同一であるが、細かいところに独自の改良が加えられている。
まず、地面や防御用遮蔽物に依託して射撃する際に弾頭の安定翼が地面や障害物に触れないように二脚が装着されており、これは、のちにRPG-7V1/D2以降のロシア製RPG-7にも採用された。
また、トリガーグリップの後部に設置されていた支持用グリップを廃止し、その代わりに砲身上部にキャリングハンドルを追加して携行性を向上させている。
このほかにも発射筒の全長をRPG-7の950mmから40mm短縮しており、本体重量も5.6kgにまで軽量化されている。

## 弾頭
69式の弾頭にはいろいろな形状と種類が存在するが、構造と形状は基本的にRPG-7のそれと同一である。
| 名前                  | 種類             | 重量  | 直径 | 有効射程 | 貫徹能力（RHA換算） | 対人危害半径 | 備考                                                              |
| --------------------- | ---------------- | ----- | ---- | -------- | ------------------- | ------------ | ----------------------------------------------------------------- |
| 69式                  | 成形炸薬弾       | 2.2kg | 85mm | 300m     | 110mm（65°）        |              |                                                                   |
| 69-I式                | 成形炸薬弾       | 2.2kg | 85mm | 300m     | 150mm（65°）        |              |                                                                   |
| 69-II式               | 成形炸薬弾       | 2.9kg | 94mm | 200m     | 180mm（65°）        |              |                                                                   |
| 69-III式              | 成形炸薬弾       | 2.3kg | 94mm | 290m     | 180mm（65°）        |              |                                                                   |
| 84式                  | 成形炸薬弾       | 1.8kg | 85mm | 350m     | 180mm（65°）        |              |                                                                   |
| 84-I式                | 多目的成形炸薬弾 | 2.7kg | 92mm | 1,800m   | 150mm（60°）        | 20m          | 対人/対戦車兼用弾頭                                               |
| 84-II式               | 焼夷榴弾         | 2.7kg | 76mm | 1,500m   |                     |              |                                                                   |
| 対人焼夷爆発弾（HEI） | 対人弾頭         |       |      |          |                     | 15m          | 炸裂時に、900個の鉄球と3,000個の焼夷剤ペレットをばらまく。        |
| 69-IF式               | 榴弾             | 2.1kg | 75mm | 1,500m   |                     |              |                                                                   |
| 69式75mm空中爆発弾    | 対人弾頭         |       |      |          |                     | 15-20m       | 地面に着弾後、バウンドして高さ2mで起爆し、800個の鉄球をばらまく。 |

## 運用

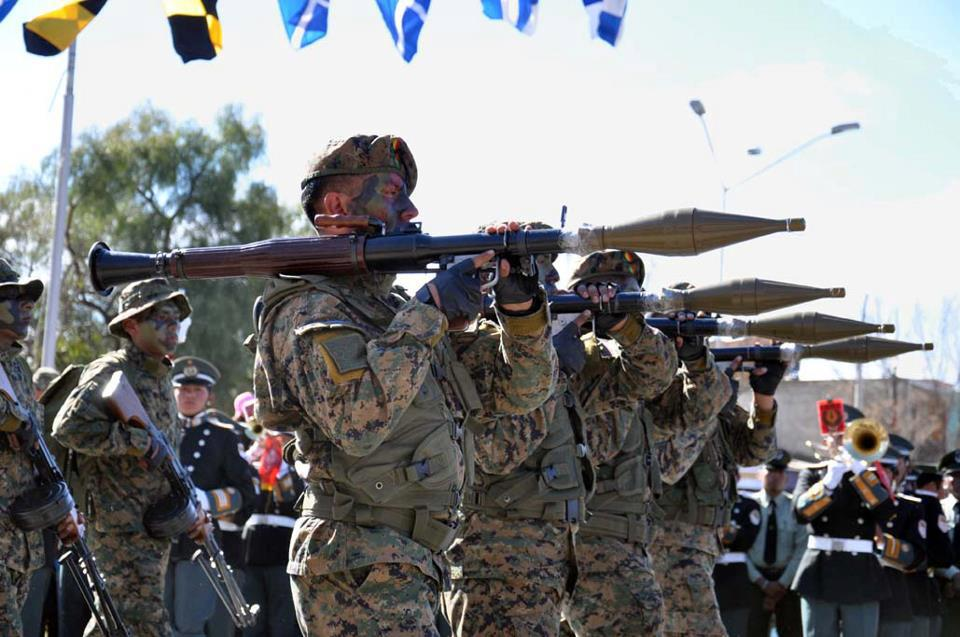
パレードで69式を構えて行進するボリビア陸軍の兵士

69式は、1979年の中越戦争において初めて実戦投入された。主にベトナム人民軍の陣地攻撃に使用され、中国人民解放軍の兵士からは高く評価された。
このほかにも広く輸出されており、アルバニア、エストニア、ラトビア、リトアニア、マルタ、アルジェリア、グルジア、イラク、イラン、パキスタン、スリランカ、バングラデシュ、ミャンマー、ラオス、カンボジア、北朝鮮などに輸出されている。
また、1979年からのソ連のアフガニスタン侵攻に際しては、CIAが中国から購入した69式を、56式自動歩槍（中国製AK-47）とともにムジャーヒディーンに供与した。ムジャヒディン達はオリジナルのRPGよりも安価かつ仕組みが単純なので使いやすいと好評だったという。
現代の戦場ではかつてほどの効果を発揮できなくなっているため、1980年代中ごろには中国軍向けの生産を終了し、現在では口径80mmの新型対戦車ロケットランチャーPF-89や87式グレネードランチャーへの更新が進められている。しかし、国境付近の民兵組織には依然として配備されているほか、暗視式照準器を使用可能とするなどの改良を加えた69-I式が輸出用に生産されている。そして、ソ連やその他の国で生産されたRPG-7と共に、世界中の反政府組織やテロリスト、軍閥が現在もなお使用している。